# Palinurus delagoae
Palinurus delagoae är en kräftdjursart som beskrevs av Barnard 1926. Palinurus delagoae ingår i släktet languster, och familjen Palinuridae. IUCN kategoriserar arten globalt som livskraftig. Inga underarter finns listade i Catalogue of Life.